# Aicha vorm Wald
Aicha vorm Wald – miejscowość i gmina w Niemczech, w kraju związkowym Bawaria, w rejencji Dolna Bawaria, w regionie Donau-Wald, w powiecie Pasawa. Leży około 15 km na północny zachód od Pasawy, przy autostradzie A3.

## Demografia
| Rok  | Liczba mieszk. |
| ---- | -------------- |
| 1970 | 1 788          |
| 1987 | 2 026          |
| 2000 | 2 369          |

## Współpraca
Miejscowość partnerska:
- Großraming, Austria